# Elizabeth Miller
Elizabeth „Betsy” Miller (ur. 11 czerwca 1792 w Saltcoats w Szkocji, zm. 12 maja 1864 tamże) – szkocka kapitan statku transportowego „Clytus”, pierwsza kobieta nosząca tytuł kapitana statku morskiego.

## Biografia
Urodziła się w Saltcoats w hrabstwie Ayrshire, położonym w zatoce Firth of Clyde w Szkocji, jako najstarsza z dziesięciorga rodzeństwa. Jej rodzicami byli William Miller, handlarz drewna i tkanin oraz kapitan morski, i Mary Garret. Miała czterech młodszych braci i pięć młodszych sióstr: Hugh, William, John, Robert, Mary, Hannah, Margaret Crawford, Mary Garret, Hannah Thomson.
Kiedy skończyła szkołę, została zatrudniona w rodzinnym biznesie żeglugowym, gdzie rozpoczęła pracę jako asystentka. Resztę biznesu, związaną z dalekomorskimi wyprawami miał przejąć jeden z jej braci, Hugh. W 1833 tragedia rodzinna, w której zginął, sprawiła, że Elizabeth zmuszona była zająć się również tą częścią interesu. Betsy Miller została kapitanem na statku „The Clyctus” (lub „The Clictus”) i podczas każdego rejsu transportowała 200 ton węgla do Irlandii, wracając do Ardrossan z pokładem wypełnionym wapniem.
Mimo bardzo niekomfortowych warunków na statku Betsy z całych sił starała się zapewnić wygodę i dobre warunki do pracy reszcie załogi. Na morze wypływała często ze swoją siostrą Hannah, która w przyszłości sama stała się właścicielką "Clyctusa". Elizabeth Miller pracowała na morzu aż do ukończenia 70. roku życia, potem statek oddała młodszej siostrze i powróciła do rodzinnego miasta Saltcoats, gdzie 2 lata później zmarła. Po śmierci Betsy Hannah razem z siostrą Mary zajęła się rodzinnym interesem.